# 龍門關注組
龍門關注組（英語：Lung Mun Concern Group），由一群居於香港新界屯門區議會龍門選區的居民受反對逃犯條例修訂草案運動而啟發，所組成的本土派社區組織。

## 事件

### 龍門居業主立案法團上調管理費風波
龍門居業主立案法團在未完全知會居民的情況下，在屋苑張貼通告稱會於今年6月1日起上調管理費12%，引來居民及龍門關注組不滿。其後法團再發問卷調查，並改為今年加6%，明年再加6%。龍門關注組質疑龍門居業主立案法團財務管理出現問題，如不清楚緊急維修基金去向，不合理加大保額問題等。

## 議員

### 區議員
2020年至2023年，龍門關注組在1個區議會共有1個議席，議員包括：
| 區議會 | 選區號碼 | 選區 | 議員   | 備註 |
| ------ | -------- | ---- | ------ | ---- |
| 屯門區 | L21      | 龍門 | 曾錦榮 |      |

## 參與選舉

### 2019年區議會選舉
龍門關注組成員曾錦榮參選龍門選區，並且和其他於該屆在屯門出選的素人組成“屯門十素人”團隊，最终曾錦榮以4,410票擊敗爭取連任的龍瑞卿（民建聯成員，獲2,931票），為龍門關注組取下一席議員，進入屯門區議會。

#### 參加區域
| 選區號碼 | 選區 | 候選人    | 政黨 | 政黨             | 得票總數 （百分比）  | 有效票總數 （百分比） |
| -------- | ---- | --------- | ---- | ---------------- | -------------------- | --------------------- |
| L21      | 龍門 | 1.曾錦榮  |      | 龍門關注組       | 4410（當選） （60%） |                       |
| L21      | 龍門 | 2.龍瑞卿* |      | 民主建港協進聯盟 | 2931                 |                       |

## 選舉

### 區議會選舉
| 選舉 | 民選得票 | 民選得票比例 | 民選議席 | 當然議席 | 議席    | +/- |
| 2019 | 4,410 ▲  | 0.16% ▲      | 1        | 0        | 1 / 479 | 1 ▲ |